# Neuer Friedhof (Rostock)

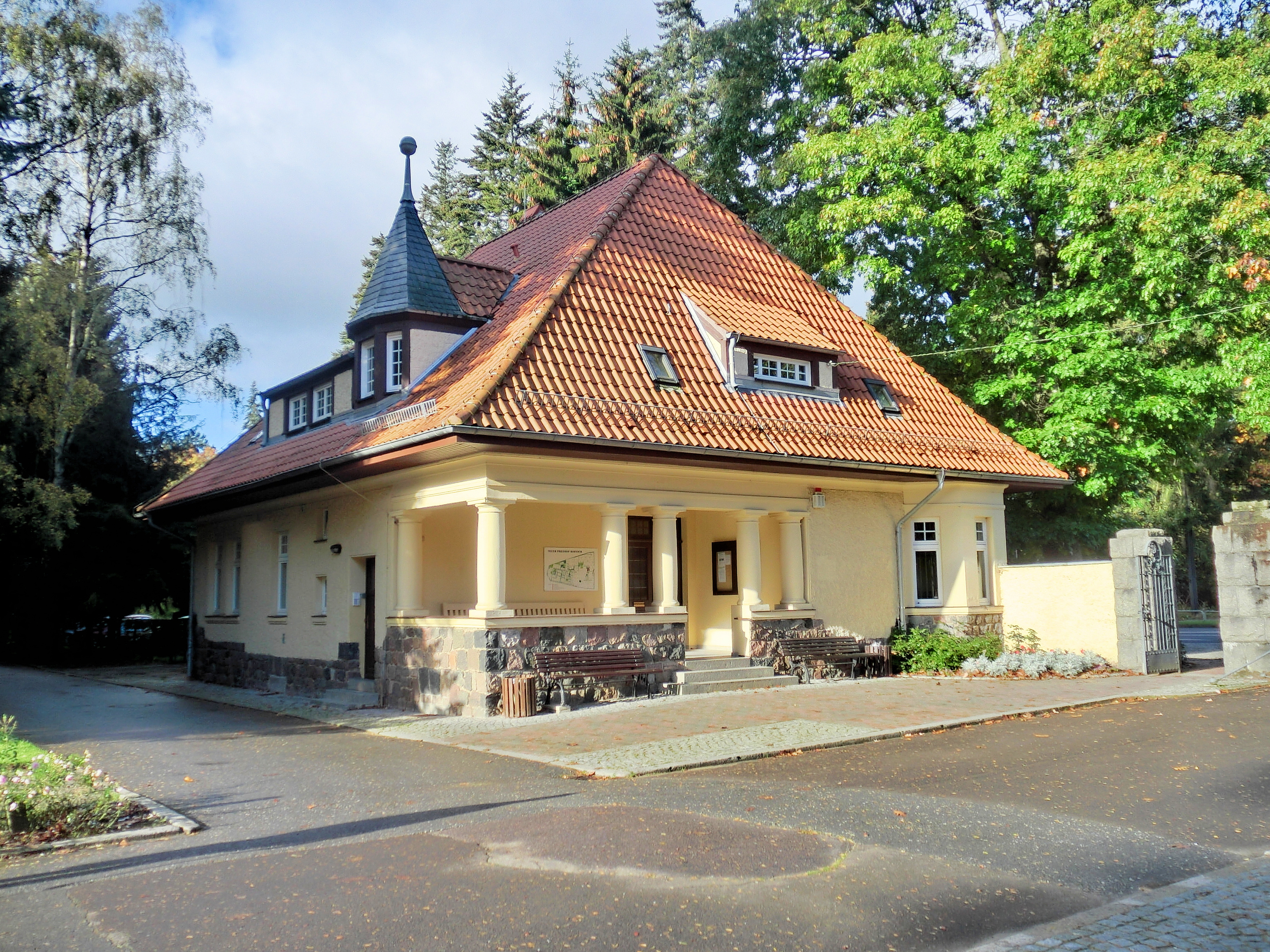
Neuer Friedhof Rostock –
Gebäude der Friedhofsverwaltung rechts des Haupteingangs an der Satower Straße

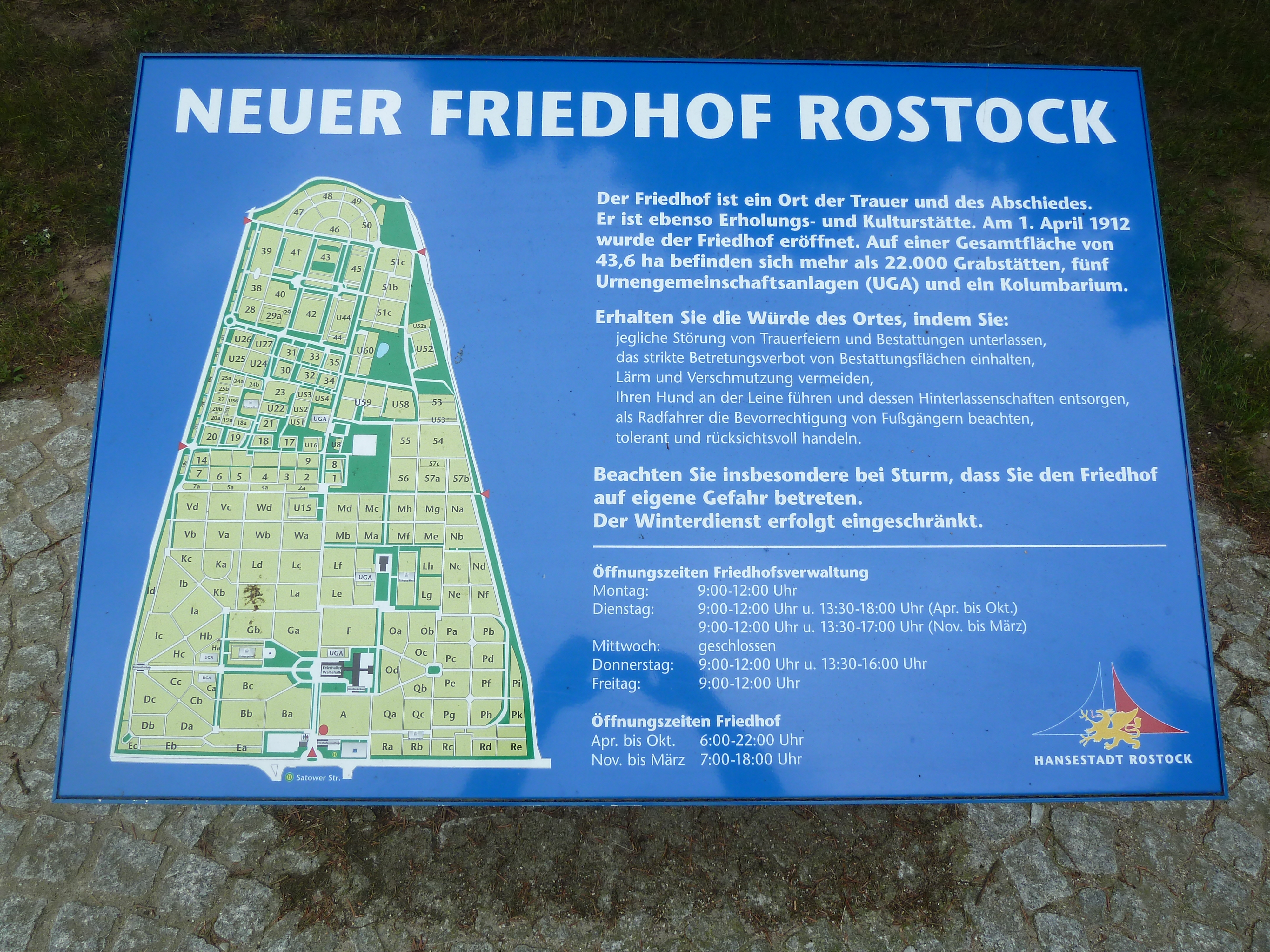
Lageplan des Neuen Friedhofs

Der Neue Friedhof ist eine unter Denkmalschutz stehende kommunale Parkfriedhofsanlage in der Hanse- und Universitätsstadt Rostock im Ortsteil Gartenstadt/Stadtweide am südwestlichen Stadtrand. Der Haupteingang befindet sich an der Satower Straße (Landesstraße L10), die auch die nördliche Begrenzung des Friedhofs bildet. Er wird nach Osten durch den Damerower Weg und nach Westen durch den Klein Schwaßer Weg begrenzt. Mit einer heutigen Größe von 44 Hektar ist der Neue Friedhof seit über 100 Jahren die größte Begräbnisstätte in der Hansestadt. Der 1912 eröffnete konfessionslose Friedhof wird vom Amt für Stadtgrün, Naturschutz und Friedhofswesen verwaltet.

## Geschichte
Am 1. August 1831 eröffnete die Stadt Rostock ihren ersten kommunalen Begräbnisplatz auf einem Gelände westlich des Kröpeliner Tors (den Alten Friedhof und heutigen Lindenpark). Sie beendete damit aus gesundheitlichen und hygienischen Gründen die bisherige Praxis, die Verstorbenen in den Kirchen oder auf den sie umgebenden Kirchhöfen – also innerhalb der Stadtmauern – zu bestatten. Die ursprünglich rund fünf Hektar große Fläche der Begräbnisstätte war jedoch schon bald zu klein und wurde daher 1853 um einen Hektar, 1864 um vier und 1876 um weitere 2,5 Hektar auf dann 12,5 Hektar erweitert.
Bereits Anfang der 1880er Jahre gab es erneut Stimmen, einen neuen und größeren Begräbnisplatz auszuweisen und dazu möglichst feldwärts ein entsprechendes Gelände zu erwerben und herzurichten. Der Rat musste sich also wieder mit dem Thema befassen. So wurde etwa der Rostocker Stadtphysicus, der Medizinalrat Wilhelm Lesenberg, mit einer Studie beauftragt. Aus finanziellen Erwägungen wurde aber bis zum Ende des 19. Jahrhunderts argumentiert, dass ein neuer Begräbnisplatz nicht notwendig wäre, sofern „bestimmte Auflagen wie ordentliche Bewirtschaftung und Einhaltung der Hygiene gewährleistet werden.“ Das Areal wurde zudem nochmals erweitert und hatte schließlich die Größe von 16,5 Hektar.
1905 kam der Rat – auch auf Grund der rasch gestiegenen Einwohnerzahlen (1830: 18.067 – 1880: 36.967 – 1901: 54.580) – nicht umhin, eine Kommission – die Friedhofsbaudeputation – mit der Suche nach einem geeigneten Terrain zu beauftragen. Der Kommission gehörten neben zwei Senatoren vier Mitglieder der Bürgerschaft und als Sachverständige der Stadtbaumeister Paul Ehmig für die baulichen Anlagen und der Stadtgärtner Wilhelm Schomburg für die gärtnerischen Anlagen an. Ein geeignetes Gelände fand sich westlich der Stadt auf der Damerower Feldmark und war im Besitz des Hospitals zum Heiligen Geist.
Im Herbst 1906 unternahm Ehmig eine Studienreise zu 15 deutschen Friedhöfen, um sich dort über die baulichen und gärtnerischen Anlagen sowie über sämtliche den Betrieb und die Verwaltung eines Friedhofes betreffenden technischen, gesetzlichen und organisatorischen Belange zu unterrichten. Der abschließende umfassende Bericht des Stadtbaumeisters für den Rostocker Rat enthielt Anregungen und konkreten Schlussfolgerungen für die Gestaltung. Die Genehmigung für das Gesamtprojekt kam Ende 1907 und im August 1908 für die Pläne der Hochbauten. Die noch 1908 begonnene Bauausführung endete im Frühjahr 1912.

## Anlage
Die Fläche des von der Stadt erwogenen Areals betrug 20 Hektar, von denen zunächst 10 Hektar beplant wurden. „Der Grundplan ist ein ungefähres Rechteck mit dem Eingang an einer Breitseite, im Mittelpunkt die Kapelle, vor der sich die Hauptachse und die Querachse, die vom Friedhofseingang ausgeht, schneiden.“
Für die vorgesehenen Hochbauten war Stadtbaumeister Paul Ehmig der Planer und hatte die Bauleitung, obwohl er zu dieser Zeit bereits in Schwerin als Großherzoglicher Baudirektor tätig war. Zu den Gebäuden zählten links und rechts des Haupteingangsbereiches das Verwaltungs- und das Wärterhaus und direkt an der Kreuzung der Hauptachsen gelegen das Einsegnungsgebäude (Feierhalle) mit zwei Nebenkapellen und einer mit diesen verbundenen Leichenhalle. Die Gebäude am Haupteingang wurden von Ehmig im „sachlichen Jugendstil“ entworfen. Dieses Ensemble wird abgerundet durch ebenfalls nach Ehmigs Plänen gestaltete schmiedeeiserne Gitter der Eingangstore. Für die von dem Rostocker Hof-Schlossermeister Heinrich Kehr ausgeführten Tore erhielt dieser auf der Mecklenburgischen Landes-Gewerbe- und Industrieausstellung 1911 in Schwerin eine Goldmedaille. Die Einsegnungshalle (Koord.) entspricht in ihrer Ausführung einem ländlichen Kirchenbau, bestehend aus einem Granitsteinsockel, offenen Laubengängen, hoch aufragenden, gestuften Dächern und einer abschließenden Apsis. Gustav Wilhelm Berringer, Nachfolger Ehmigs im Amt des Stadtbaumeisters, äußerte später: „Alle Bauten zeigen einfachste Architekturbehandlung und wirken gerade durch diese Schlichtheit und die fein abgestimmtem Massen, mit denen sie sich in die reiche Grün- und Parkanlage des Friedhofs städtebaulich gut einfügen.“
Die gärtnerische Gestaltung des Friedhofs oblag in enger Kooperation mit Ehmig dem Stadtgärtner Wilhelm Schomburg. Der Kunsthistoriker Wilhelm Lesenberg schrieb dazu: „Dem schwersten Problem, der Gestaltung oder eigentlich Verkleidung der Reihengräber ist man gerecht geworden, indem man sie an den Wegen in verschiedener Art mit Hecken und Kauf- und Familiengräbern umsäumte. An den Wegeschnittpunkten ergeben sich mannigfache Platzgestaltungen und Ecklösungen, die im Fortschreiten der Anlagen sich ja noch mehr bereichern und verfeinern lassen werden.“
Am 1. April 1912 fand die Übergabe des Friedhofs „in Gegenwart einer unzählbaren Menge“ statt. Der Rat war vertreten durch die Bürgermeister Magnus Maßmann und Adolf Becker. Letzterer betonte in seiner Rede nochmals die Notwendigkeit der Neuanlage und offenbarte abschließend: „Die Gesamtkosten werden sich einschließlich der an das Hospital zu zahlenden Entschädigung für Abtretung dieser Fläche aus dem Hospitalgute Damerow auf etwa eine halbe Million Mark belaufen.“
Zum ersten Mal musste der Friedhof 1943 erweitert werden. Die in Richtung Biestow gelegenen neuen Grabfelder wurden mit Nummern versehen statt der bisher mit Buchstaben gekennzeichneten. Die zweite und auch letzte Erweiterung erfolgte zu Beginn der 1950er Jahre, womit der Friedhof seine maximale Größe von 44 Hektar erreichte.

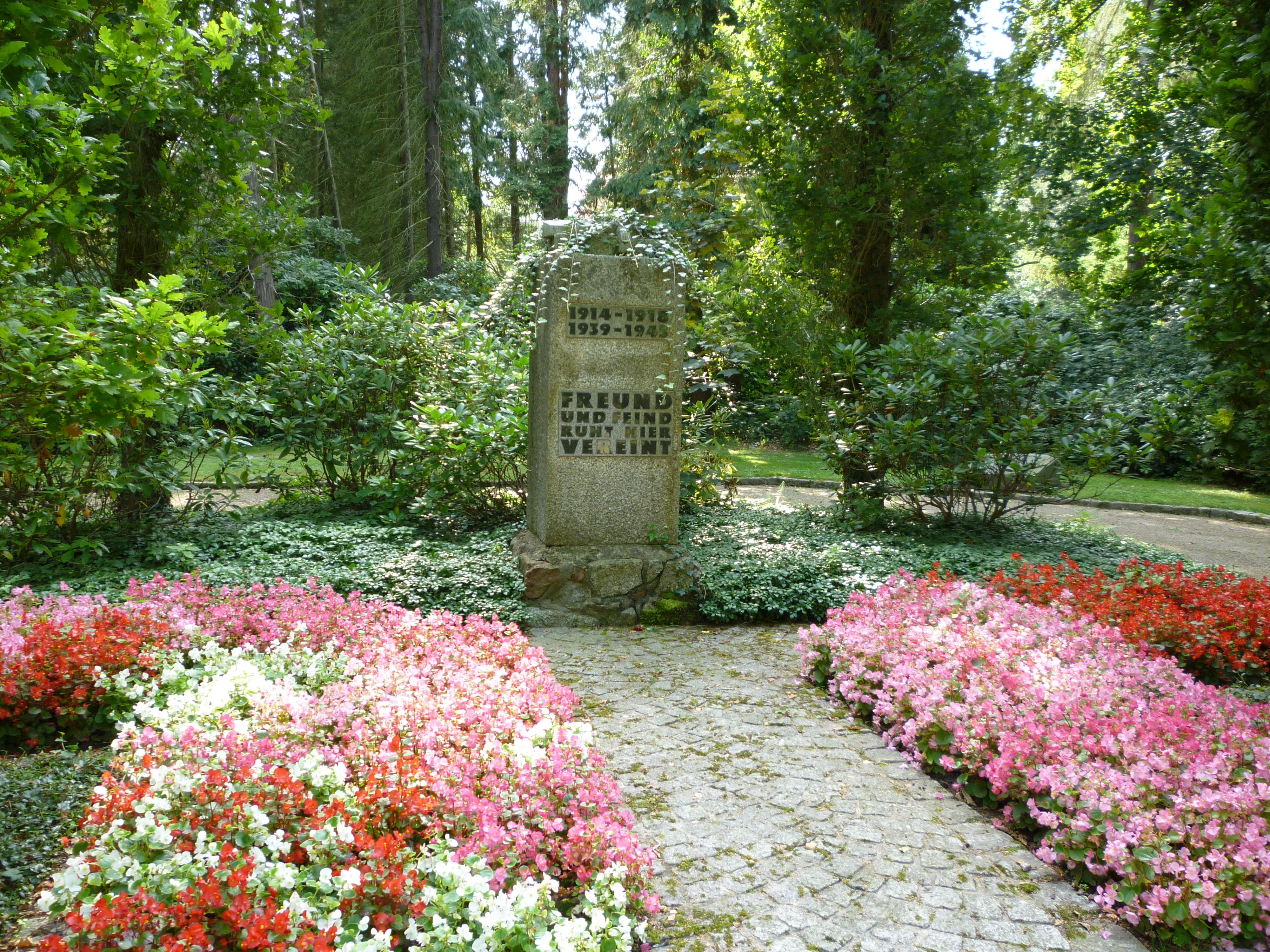
Paul Wallat:
Kriegerdenkmal 1914–1918

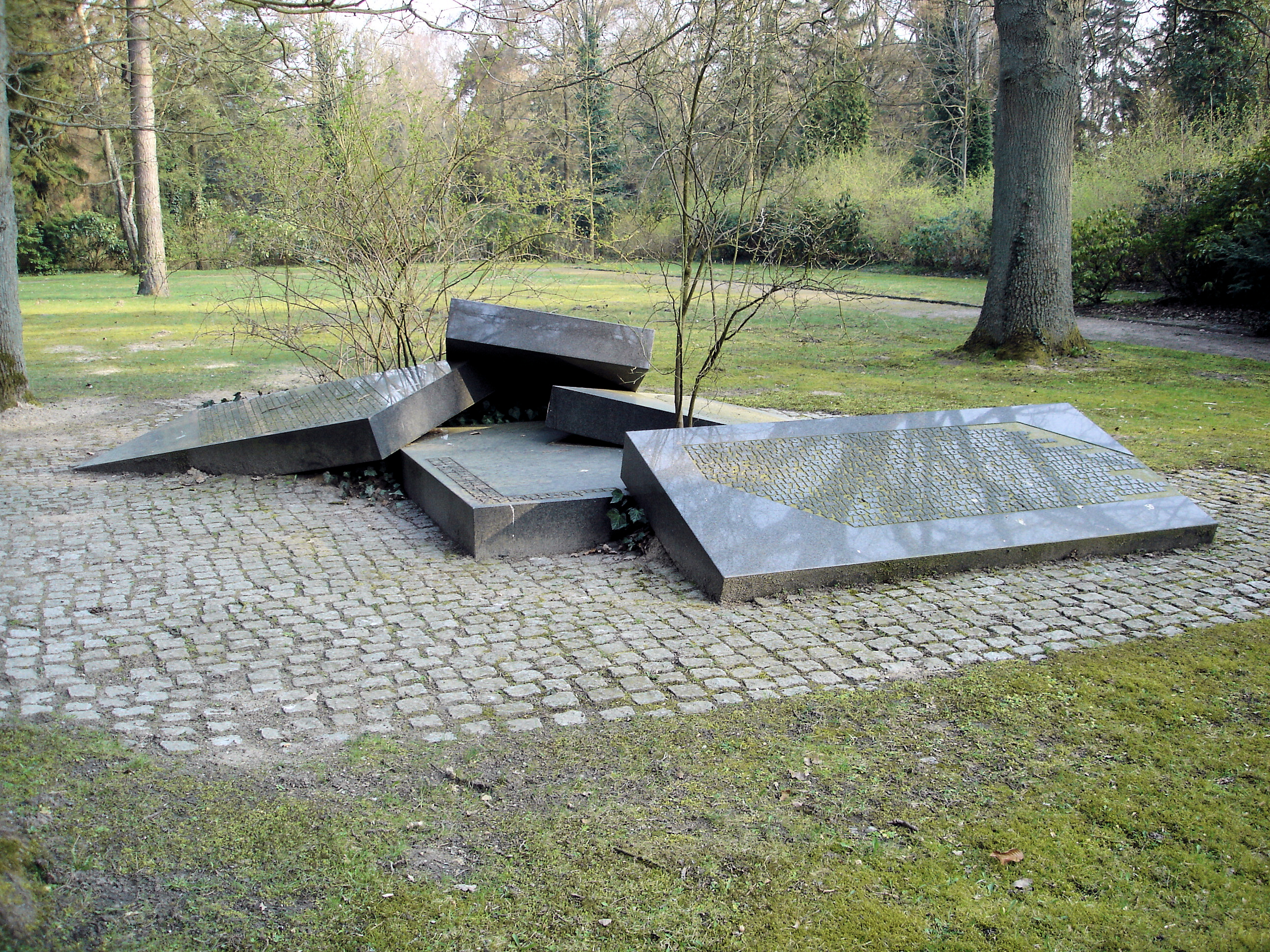
„Mahnmal für die Opfer von Krieg und Gewaltherrschaft“ –
ursprünglich Gedenkstätte für die Bombenopfer in Rostock, 1942

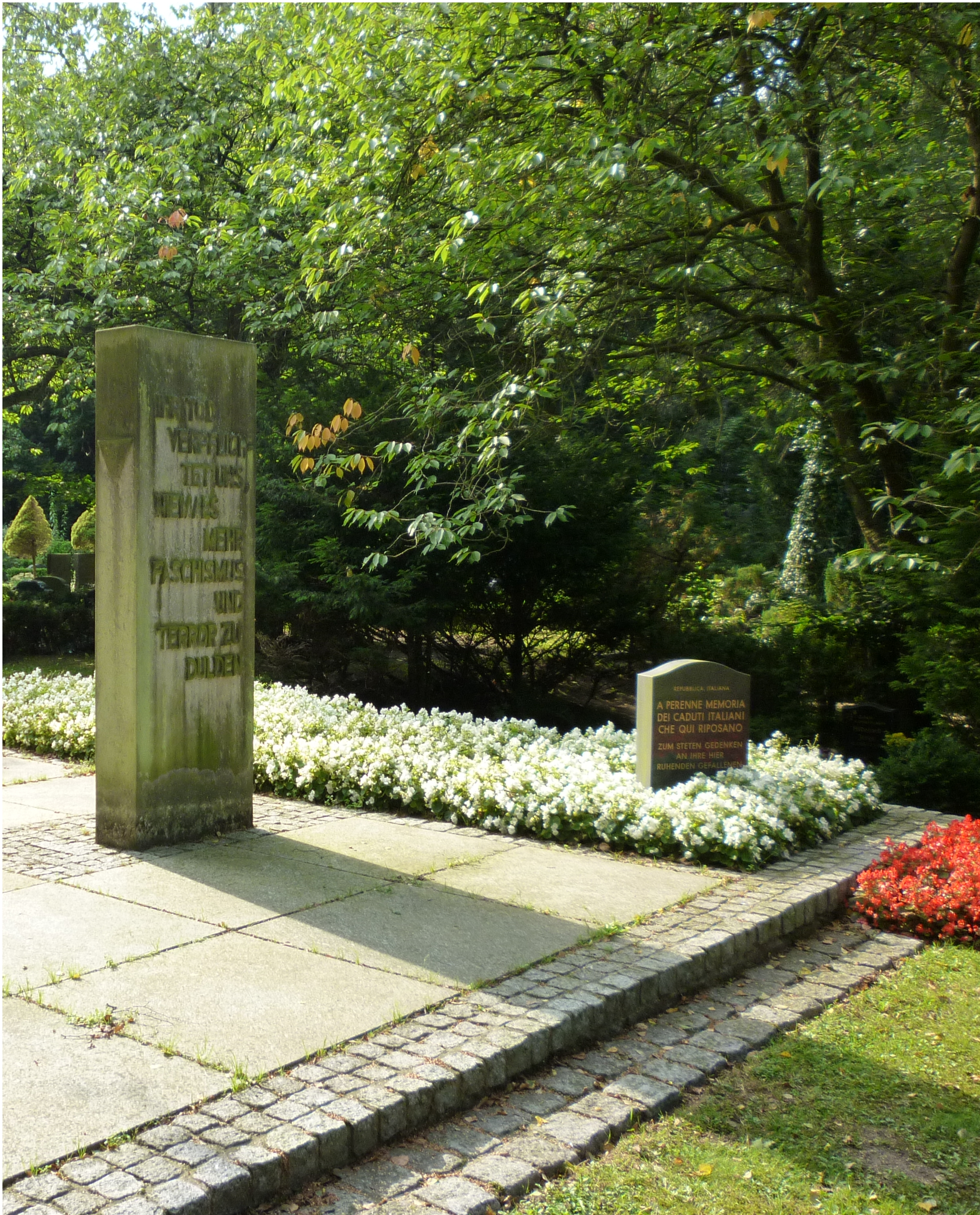
Mahnmal für die
Opfer des Faschismus

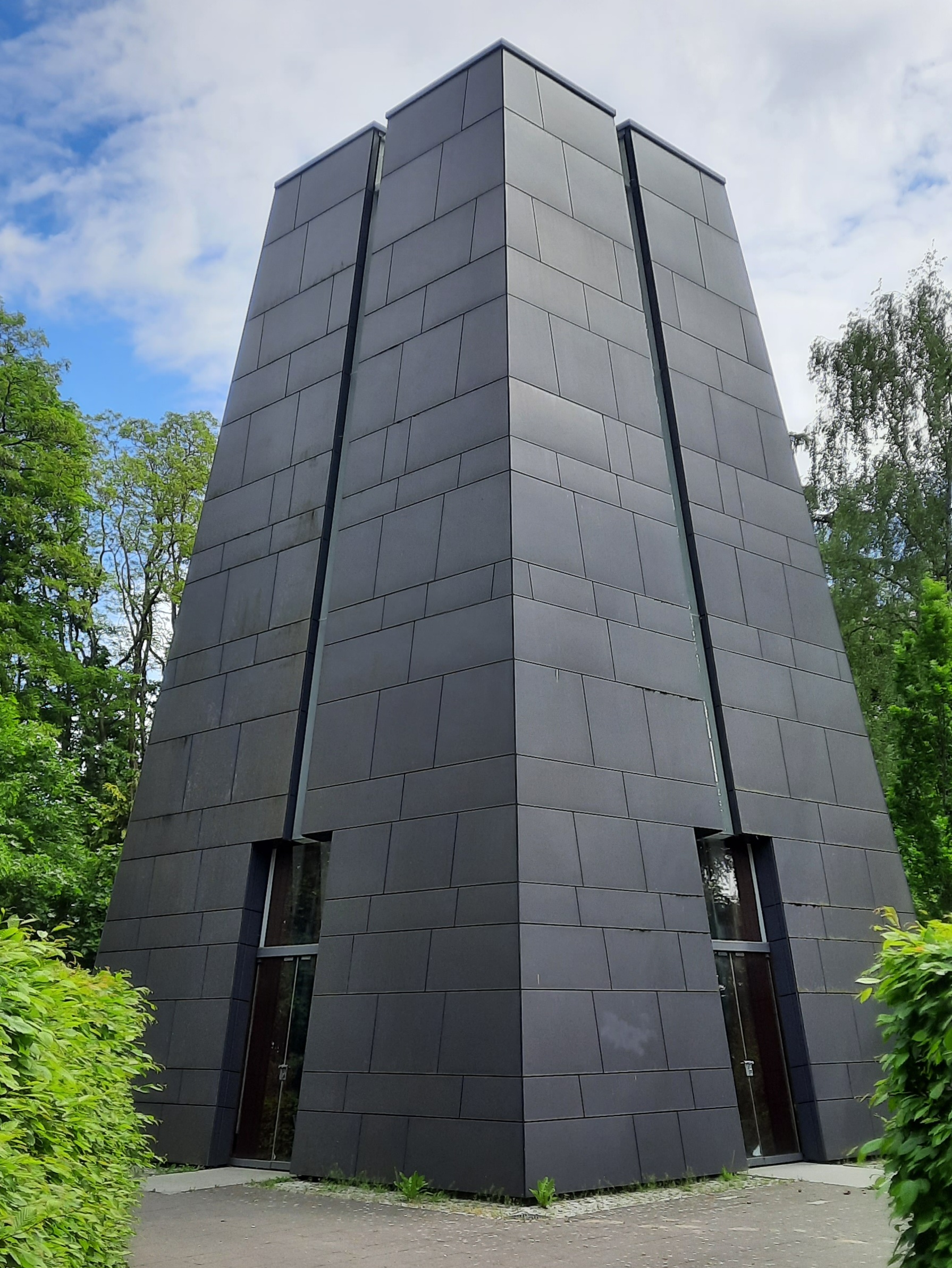
Kolumbarium (Blick aus NW)

## Krematorium
1903 hatte sich in Rostock der Verein für Feuerbestattung e. V. gegründet, dessen Vorsitzender der Unternehmer und Politiker Friedrich Carl Witte war. Der Verein hatte sich zum Ziel gesetzt, auch in Rostock die neue Bestattungskultur in Form der Feuerbestattung zu etablieren. Obwohl viele Argumente, wie etwa der geringere Platzbedarf der Urnengräber gegenüber Erdbestattungen und auch hygienische und ästhetische Aspekte für ein Krematorium sprachen, vergingen noch 24 Jahre. 1927 war Baubeginn für das Krematorium (Koord.) nach Entwürfen und unter der Bauleitung des Stadtbaumeisters G. W. Berringer. Das Krematorium, es war das 88. in Deutschland, wurde von Berringer im Stil der modernen Bauhausarchitektur mit einem Flachdach entworfen. Später wurde dies, bedingt durch den Zeitgeist der 1930er Jahre, durch ein Steildach ersetzt. Die gärtnerische Gestaltung und die Anlage des Urnenfriedhofs lagen beim Gartenbaudirektor W. Schomburg. Rostocks Oberbürgermeister Ernst Heydemann bezifferte 1928 bei der Übernahme in die städtische Verwaltung die Baukosten für den Gesamtkomplex auf 112.700 Reichsmark. Bei umfassenden Sanierungsarbeiten in den Jahren 1994–1996 wurde die Anlage entsprechend der umwelttechnischen Standards saniert, das Steildach wurde dabei nicht zurückgebaut.

## Gedenkstätten
Gefallene des Ersten Weltkrieges
Für die Gefallenen des Ersten Weltkrieges wurde 1915 ein Ehrenfriedhof bei den Grabfeldern Gb und Gc angelegt. 1922 wurde das Kriegerdenkmal in Form eines Granitquaders aufgestellt, geschaffen vom Rostocker Bildhauer Paul Wallat. Die Inschrift lautet „Freund und Feind ruht hier vereint.“ Dieser Ehrenfriedhof dient heute zugleich der Erinnerung an die Gefallenen des Zweiten Weltkrieges. Dazu wurden im Außenring 14 Steinkissen mit den Namen der gefallenen und hier bestatteten Kriegsteilnehmer aufgestellt.
Bombenopfer in Rostock, 1942
Für die über 200 Bombenopfer der Fliegerangriffe im April 1942 wurde in der Nähe des Krematoriums eine Fläche gestaltet. Den Platz bedeckten Grabplatten, die mit den Namen der Opfer beschriftet wurden. Am 16. Mai 1942 fand zudem eine öffentliche Totenfeier statt. Bei einer ersten Umgestaltung wurden die Platten an den Rand des Grabfeldes versetzt, da die Anlage nun als „Mahnmal für die Opfer von Krieg und Gewaltherrschaft“ dienen sollte. In Vorbereitung des 50. Jahrestages der Bombenabwürfe wurde die Fläche erneut umgestaltet. Die Grabplatten wurden entfernt und nach einem Entwurf der Rostocker Steinmetzfirma Thomas Scheinflug, der auch die Ausführung oblag, symbolisieren nun „fünf sich scheinbar willkürlich aufeinandertürmende schwarze Granitplatten mit den Namen der Opfer das Inferno.“
Opfer des Faschismus
Rechts des Haupteinganges im Grabfeld Rb steht das Mahnmal für die Opfer des Faschismus. Es ist dem Gedenken an die Opfer der faschistischen Gewaltherrschaft gewidmet, die hier beigesetzt wurden. Es gilt sowohl den verfolgten Deutschen als auch den Häftlingen und Zwangsarbeitern, die in Rostock in der Kriegswirtschaft eingesetzt waren. Die Inschriften der 1966 aufgestellten Stele aus Sandstein lauten „Ihr Tod verpflichtet uns, niemals mehr Faschismus und Terror zu dulden“, „Den Opfern des Faschismus: 16 Franzosen, 5 Holländer, 8 Italiener, 9 Norweger, 22 Polen, 4 Deutsche“. 1997 wurde zudem von der Republik Italien ein Gedenkstein gestiftet für die hier bestatteten Landsleute.

## Kolumbarium
Am östlichen Ende des am Einsegnungsgebäude beginnenden Hauptweges steht das Kolumbarium (Koord.) – das Urnenhaus (In der Nähe des Damerower Weges zwischen den Grabfeldern Dc–Ic). Es wurde im November 2009 eingeweiht. Es besteht aus einem mit schwarzen, polierten Eternitplatten verkleideten 12,60 m hohen Pyramidenstumpf mit einer Grundfläche von 8 × 8 m. Die Pyramide wurde aus vier Stahlbetonfertigteilen errichtet, an den drei Hauptachsen befinden sich gläserne Schiebetüren, die entsprechend der Seitenschräge der Pyramide angeordnet sind. In der vierten, dem Hauptweg abgewandten Achse, befindet sich ein entsprechendes Fenster. Oberhalb der Türen und des Fensters setzten schmale Glasstreifen die symmetrische Trennung in vier Teile bis zur Dachkante fort. Im Inneren erfolgt durch Holzlisenen die vertikale Trennung und die Tragekonstruktion für die horizontalen vier cm dicken Natursteinböden. Die so entstandenen Nischen bieten Platz für 100 Urnen. Die Ruhefrist beträgt hier 20 Jahre, wie auch auf dem gesamten Friedhof. Für ihre Gestaltung des Kolumbariums erhielt die Rostocker Architektin Barbara Hass den undotierten Rostocker Architekturpreis des Jahres 2009.

## Gräber bekannter Persönlichkeiten
Kultur
- Rudolf Bartels (1872–1943), Kunstmaler (aufgelassen)[14]
- Karl Baumgarten (1910–1989), Pädagoge, Kantor und Heimatforscher
- Hans Bernitt (1899–1954), Pädagoge und Schriftsteller
- Johann Joachim Bernitt (1925–1992), Kunstwissenschaftler und Museologe
- Richard Blankenburg (1891–1955), Kunstmaler
- Hermann Buddenhagen (1887–1965), Lehrer, Autor und Verlagslektor
- Alfred Buckowitz (1888–1966), Schriftsteller und Tierpsychologe
- Heinrich Engel (1900–1988), Landschaftsmaler und Zeichner
- Hans Hofer (1907–1973), tschechisch-österreichischer Kabarettist und Schauspieler
- Horst Jonischkan (1938–1979), Schauspieler
- Georg Kaulbach (1866–1945), Kunstmaler
- Karl Krickeberg (1867–1944), Pädagoge, Theaterleiter und niederdeutscher Schriftsteller
- Lothar Mannewitz (1930–2004), Maler, Grafiker, Restaurator
- Fritz Meyer-Scharffenberg (1912–1975), Schriftsteller
- Erich Möller (1895–1967), Landschafts- und Vedutenmaler
- Gerd Puls (1927–2013), Dirigent, Chorleiter und Generalmusikdirektor
- Konrad Reich (1928–2010), Buchautor und Verleger
- Käthe Reine (1894–1976), Kunstmalerin
- Margarete Scheel (1881–1969), Bildhauerin
- Wilhelm Schmidt (1872–1941), Pädagoge, Journalist und Schriftsteller
- Johannes Trojan (1837–1915), Schriftsteller
- Egon Tschirch (1889–1948), Kunstmaler und Gebrauchsgrafiker
- Else Wolz (1908–1983), Schauspielerin

Politik
- Heinrich Altvater (1842–1913), Jurist und Präsident des Oberlandesgerichts
- Max Burwitz (1896–1974), 1947–1949 Oberbürgermeister in Greifswald sowie 1949–1952 Oberbürgermeister in Rostock
- Ernst Heydemann (1876–1930), Politiker, 1919–1930 Bürgermeister und Oberbürgermeister in Rostock
- Ernst Hilzheimer (1901–1986), Chemiker und Politiker
- Margarete Ketelhohn (1884–1969), Politikerin der SPD und später der SED
- Otto Kuphal (1890–1946), Politiker (SPD), Oberbürgermeister von Rostock
- Wilhelm Schomburg (1870–1940), Stadtgärtner und Stadtgartendirektor in Rostock
- Egon Schultz (1943–1964), Unteroffizier der Grenztruppen der DDR
- Wilhelm Solisch (1910–1988), Politiker (SED), 1956–1960 Oberbürgermeister in Rostock
- Alfred Starosson (1898–1957), Wirtschaftsfunktionär und Politiker
- Franz Starosson (1874–1919), Politiker
- Paul Strauß (1923–1995), Politiker und Mitglied des Staatsrates der DDR

Wirtschaft
- Gerhard Barg (1858–1926), Yachtkonstrukteur und Werftdirektor
- Gustav Boldt (1853–1939), Verleger und Herausgeber

Wissenschaft
- Axel Beckmann (1920–1995), Physiologe
- Kurt Diwok (1933–2015), Mediziner und Hochschullehrer
- Hans Düwel (1891–1973), Germanist, Pädagoge und Stadtverordneter
- Günther Falckenberg (1879–1963), Physiker
- Hans Falkenhagen (1895–1971), Physiker
- Hans-Joachim Gernentz (1918–1997), Sprachwissenschaftler
- Johannes Kathe (1880–1965), Hygieniker und Bakteriologe
- Otto Körner (1858–1935), Arzt für Hals-Nasen-Ohren-Heilkunde und Medizinhistoriker
- Ludwig Krause (1863–1924), Archivar und Heimatforscher (aufgelassen)
- Helmut Kyank (1916–1992), Gynäkologe, 1958–1981 Direktor der Universitätsfrauenklinik Rostock
- Paul Moennich (1855–1943), Physiker, Maler und Fotograf
- Kurt Nehring (1898–1988), Agrikulturchemiker
- Max Reinmöller (1886–1977), Begründer der Universitätszahnklinik Rostock
- Eberhart Reumuth (1925–1970), Stomatologe und Hochschullehrer
- Friedrich Schatz (1841–1920), Gynäkologe und Hochschullehrer
- Hans Ludwig Scheel (1918–2007), Romanist und Literaturwissenschaftler
- Paul Friedrich Scheel (1883–1959), Professor und Direktor des Orthopädischen Krankenhauses Rostock
- Rudolf Schick (1905–1969), Agrarwissenschaftler und Hochschullehrer
- Viktor Schilling (1883–1960), Internist und Hämatologe
- Erich Schlesinger (1880–1956), Verwaltungsjurist, Politiker und Rektor
- Elisabeth Schnitzler (1912–2003), Archivarin
- Gisela Teichmann (1919–2000), Medizinerin, Kardiologin, Professorin
- Werner Teichmann (1917–2007), Mediziner, Gastroenterologe, Professor
- Hans Walsmann (1877–1939), Jurist und Hochschullehrer
- Konrad Weiß (1907–1979), Theologe und Hochschullehrer
- Hermann von Wenckstern (1882–1964), Forst- und Volkswirt, 1945–1960 Leiter des Thünen-Archivs in Rostock[14]

## Verkehrsanbindung
Der Haupteingang befindet sich an der Satower Straße (Landesstraße L10). Mit der Haltestelle „Neuer Friedhof“ der Straßenbahnlinien 3 und 6 (Endhaltestellen) und der Buslinie 28 der Rostocker Straßenbahn AG ist der Neue Friedhof an das öffentliche Verkehrsnetz angebunden. Zudem  halten am Haupteingang die Busse der Linie 102 des Regionalverkehrs Rebus Regionalbus Rostock.